# Переросль
Пере́росль (укр. Перерісль) — село в Надворнянском районе Ивано-Франковской области Украины. Административный центр Перерослянской сельской общины.
Население по переписи 2001 года составляло 2430 человек. Занимает площадь 17.81 км². Почтовый индекс — 78420. Телефонный код — 03475.

## Персоналии
В селе родился украинский политический и общественный деятель, журналист Емельян Ревюк.